# Dambenois
Dambenois é uma comuna francesa na região administrativa de Borgonha-Franco-Condado, no departamento de Doubs. Estende-se por uma área de 3,28 km². Em 2010 a comuna tinha 777 habitantes (densidade: 236,9 hab./km²).